# Північний флот Росії
Червонопра́порний Півні́чний флот (рос. Краснознамённый Северный флот) — оперативно-стратегічне об'єднання Військово-морського флоту Росії на Північно-Льодовитому (Баренцове, Біле, Норвезьке й Гренландське моря) та Атлантичному океанах.
З 2014 року Північний флот є п'ятим військовим округом ЗС Росії — Об'єднаним стратегічним командуванням «Північний флот», окрім морського простору у зону відповідальності якого входять чотири суб'єкти РФ.
Головна база флоту — ЗАТО Сєвєроморськ.
Основні ударні сили Північного флоту складають атомні ракетні і торпедні підводні човни, ракетоносна й протичовнова авіація, ракетні, авіаносні й протичовнові кораблі. Особливістю Північного флоту є єдиний в Росії важкий авіаносний крейсер «Адмірал флоту Радянського Союзу Кузнєцов» з полком палубної авіації та флагман флоту «Петро Великий».

## Історія

### За Російської імперії
15 (26) березня 1733 року на підставі Указу «про приведення флоту в належний добрий і надійний порядок» для «кращої користі й безпеки держави» було створено Архангельський військовий порт, командиром якого було призначено контр-адмірала Петра Бредаля. З побудованих в Архангельську кораблів була сформована ескадра, що плавала Білим морем та вздовж узбережжя Кольського півострова.
У 1896 року Державна Рада асигнувала кошти на спорудження порту на Мурмані. 24 червня 1899 року засновано місто Олександровськ (тепер Полярний), що розташоване при Катеринінській гавані.
Катеринінська гавань була одним з районів базування кораблів Флотилії Північного Льодовитого океану, створеної 19 червня (2 липня) 1916 року наказом Морського Міністра № 333, для охорони морських шляхів на Півночі Росії.
Флотилія Північного Льодовитого океану мала бази в Олександровську (Полярний), Романові-на-Мурмані (Мурманськ), Йоканьзі та Архангельську.

### За СРСР
У 1933 року Радянський Уряд, через важливість Північного театру для оборони морських кордонів СРСР, прийняв постанову про переведення частини кораблів з Балтійського моря для створення на півночі регулярного об'єднання Військово-Морських Сил. 1 червня 1933 був виданий циркуляр Начальника штабу РСЧА про формування Північної військової флотилії. 11 травня 1937 флотилія була перетворена на Північний флот.
До початку німецько-радянської війни Північний флот складався з бригади підводних човнів у складі 15 одиниць й 5 дивізіонів надводних кораблів з 33 одиниць (8 ескадрених міноносців, 7 сторожових кораблів, 2 тральщиків, 15 сторожових катерів й 1 мінний загороджувач). ВПС Північного флоту у складі 2-х авіаційних полків й однієї авіаційної ескадрильї мали 116 літаків.
За німецько-радянської війни кораблі й авіація Північного флоту забезпечили переходи 76 конвоїв з 1463 транспортами та 1152 військовими кораблями супроводу по Ленд-лізу з Америки. З внутрішніх комунікацій Північного Льодовитого океану було проведено 1548 конвоїв.
Силами флоту за німецько-радянської війни знищено 628 та пошкоджено 237 бойових та транспортних кораблів противника загальним тонажем понад 1 мільйон тон, та 1308 літаків. За бойові заслуги в роки війни 12 бойових кораблів, частин і з'єднань флоту були удостоєні звання гвардійських, 47 нагороджені орденами, 14-ом присвоєні почесні найменування. 48 тисяч матросів, старшин, сержантів і офіцерів нагороджені орденами і медалями, 85-ти з них присвоєно звання Героя Радянського Союзу, з них троє — Борис Сафонов, Олександр Шабалін і Віктор Лєонов — відзначені званням Героя Радянського Союзу двічі.
У липні 1958 року в склад флоту увійшов перший радянський атомний підводний човен К-3 «Ленінський комсомол», що здійснив у 1962 році похід під кригою Північного Льодовитого океану до Північного полюса.
У вересні 1963 року, вперше в СРСР у географічній точці Північного полюса зробив спливання атомний підводний човен «К-181».

### За Російської федерації
12 серпня 2000 року під час військових навчань у Норвезькому морі затонув підводний човен «Курськ».
У 2010 році, поряд з Балтійським флотом, 1-им Командуванням ВПС і ППО, Московським й Ленінградським військовими округами Північний флот увійшов до складу створеного Західного військового округу.
Наказом Головнокомандувача ВМФ РФ від 25 травня 2014 року Роком створення Північного флоту Росії визначено 1733 рік, а річним святом — 1 червня.
Проте у листопаді 2014 року на основі Північного флоту було створено п'яте стратегічне командування — «Північ» й Північний флот став п'ятим військовим округом ЗС Росії. Відповідно до Указу Президента Російської Федерації, з 15 грудня 2014 року Північний флот виведено зі складу Західного військового округу. Управління ПнФ переформовано на об'єднане стратегічне командування.
30 військових Північного флоту були удостоєні звання — Герой РФ.

## Зона відповідальності
Північний флот діє у різних районах Світового океану, — здійснено бойові походи в Атлантичний, Тихий та Індійський (включно з Аденською затокою) океани та Середземне море.
Стратегічним стримуванням США та країн НАТО є походи ракетних підводних човнів Північного флоту бойового патрулювання і бойового чергування.
Триває освоєння і вивчення Арктичного військового театру. Стала повсякденною практикою походи кораблів Північного флоту на архіпелаг Новосибірських островів, Нову Землю й архіпелаг Землі Франца-Йосипа. Удосконалюється система військової інфраструктури на арктичних островах.
Триває освоєння нової техніки, в тому числі для інших флотів. Підводні човни «Юрій Долгорукий» й «Сєвєродвінськ», «Олександр Невський» та «Ростов-на-Дону», надводні кораблі «Адмірал Григорович» і «Адмірал Ессен» пройшли підготовку в суворих умовах Російської Півночі останнього часу.

## Об'єднане стратегічне командування «Північ»

ОСК «Північ» позначено синім кольором

ОСК «Північ» існує з листопада 2014 року на основі Північного флоту й являє собою 5-й військовий округ ЗС Росії, у зону відповідальності якого входять 4 суб'єкта РФ: Мурманська і Архангельська області, Республіка Комі і Ненецький автономний округ.
Штаб Північного флоту — в/ч 62720. 184600, у Сєвєроморську Мурманська область.
У складі флоту Біломорська військово-морська база.

### Війська берегової оборони
- 200-та окрема мотострілецька Печензька ордена Кутузова бригада (арктична), в/ч 08275 (селище Печенга, Мурманська область);
- 61-ша окрема Кіркенеська Червонопрапорна бригада морської піхоти, в/ч 38643 (селище Супутник, Печензький район, Мурманська область);
- 80-та окрема Арктична бригада берегових військ Північного флоту (арктична), в/ч 34667 (поселення Алакуртті, Мурманська область);
- 536-та окрема берегова ракетно-артилерійська бригада, в/ч 10544 (м Снєжногорськ — Оленяча Губа, Мурманська область); (БРК Редут);
- 3805-та комплексна база матеріально-технічного забезпечення, в/ч 96143;
- 180-й окремий морський дорожній інженерний батальйон, в/ч 36085 (місто Сєвєроморськ);
- 58-ма окрема рота охорони, в/ч 10672 (селище Гаджиєво);
- 99-та тактична група, в/ч 74777 (Новосибірські острови);
- 140-й загін спеціального призначення боротьби з протидиверсійних силами і засобами (поселення Відяєво, Мурманська обл.);
- 152-й загін спеціального призначення боротьби з протидиверсійних силами і засобами (поселення Полярний, Мурманська обл.);
- 160-й окремий загін боротьби з підводними диверсійних силами і засобами, в/ч 09619 (м Заозерськ або селище Відяєво, Мурманська обл.);
- 269-й окремий загін боротьби з підводними диверсійних силами і засобами, в/ч 30853 (селище Гаджієво, Мурманська область);
- 313-й окремий загін боротьби з підводними диверсійних силами і засобами, в/ч 10742 (селище Супутник, Печензький район, Мурманська область);
- 186-й окремий центр радіоелектронної боротьби, в/ч 60134 (Сєвєроморськ);
- 420-й розвідувальний центр спеціального призначення, в/ч 40145 (селище Звєросовхоз, місто Кола, або Полярний; Мурманська область);
- 516-й вузол зв'язку, в/ч 40630 (Сєвєроморськ).

### ВПС і ППО ОСК «Північ»
Для ОСК «Північ» створена окрема 45-та армія ВПС і ППО. 2018 року Північний флот відновив повітряне патрулювання Арктики. У лютому 2019 року стало відомо, що будуть розгорнути 2 ескадрильї винищувачів-перехоплювачів МіГ-31 в Мурманської області.

### Морська авіація Північного флоту
- 279-й окремий корабельний винищувальний авіаційний полк імені двічі Героя Радянського Союзу Б. Ф. Сафонова (Сєвєроморськ-3). Склад: 2 ескадрильї Су-33 (22 літаки), 1 ескадрилья Су-25УТГ (4 літаки), 1 ескадрилья МіГ-29К / КУБ;
- 7050-та авіаційна Кіркенеська Червонопрапорна база (Сєвєроморськ-1). Склад: Ан-12 (2 літаки), Ан-24 / Ан-26 (4 літаки), Іл-18 (2 літаки), Іл-38 (8 літаків), Ка-27 / Ка-29 / Ка-32 (34 вертольота), Мі-8 (2 вертольоти):
  - 2-га авіагрупа 7050-ї авіабази Кіпелово. Склад: 12 Ту-142;
  - 3-тя авіагрупа 7050-ї авіабази Остафьєво. Склад: Ан-24 / Ан-26 (7 літаків), Ан-72 (8 літаків), Ан-12 (? Шт.), Ан-140-100 (1 літак).

### Надводний флот
43-я дивізія ракетних кораблів (штаб і база — Сєвєроморськ)
| Тип                                            | Бортовий номер     | Найменування                                                                         | У складі флоту         | Стан               | Примітки           |
| Авіаносні крейсери                             | Авіаносні крейсери | Авіаносні крейсери                                                                   | Авіаносні крейсери     | Авіаносні крейсери | Авіаносні крейсери |
| ---------------------------------------------- | ------------------ | ------------------------------------------------------------------------------------ | ---------------------- | ------------------ | ------------------ |
| важкий авіаносний крейсер проєкту 1143.5       | 063                | «Адмірал флоту Радянського Союзу Кузнєцов» «Адмирал флота Советского Союза Кузнецов» | з 25 грудня 1990 року  | в строю            |                    |
| Крейсери                                       |                    |                                                                                      |                        |                    |                    |
| важкий атомний ракетний крейсер проєкту 1144.2 | 099                | «Петро Великий» «Пётр Великий»                                                       | з 19 квітня 1998 року  | в строю            |                    |
| важкий атомний ракетний крейсер проєкту 1144.2 | 080                | «Адмірал Нахімов» «Адмирал Нахимов»                                                  | з 30 грудня 1988 року  | в ремонті          |                    |
| ракетний крейсер проєкту 1164                  | 055                | «Маршал Устінов» «Маршал Устинов»                                                    | з 15 вересня 1986 року | в ремонті          |                    |
| Ескадрені міноносці                            |                    |                                                                                      |                        |                    |                    |
| ескадрений міноносець проєкту 956              | 434                | «Адмірал Ушаков» «Адмирал Ушаков»                                                    | з 30 грудня 1993 року  | в строю            |                    |
| ескадрений міноносець проєкту 956              | 406                | «Грємящій» «Гремящий»                                                                | з 25 червня 1991 року  | в резерві          |                    |

Кольська флотилія різнорідних сил (база — Полярний)

### Підводний флот

#### Склад
- Штаб у Гаджиєво;
- 11-та дивізія підводних човнів (губа Велика Лопаткіна, Західна Ліца; штаб — Заозерськ). Склад: Б-388 «Петрозаводськ», Б-138 «Обнінськ», K-560 «Северодвинск», K-119 «Воронеж», K-266 «Орел», K-410 «Смоленськ»;
- 18-та дивізія підводних човнів (губа Нерпічьє, Західна Ліца). Склад: TK-17 «Архангельськ», TK-20 «Северсталь», TK 208 «Дмитро Донський»;
- 31-ша дивізія підводних човнів (губа Сайда, бухта Ягельна);
- 160-й загін спеціального призначення з боротьби з підводними диверсійними силами та засобами (ОСпП ПДСС, в/ч 09619, губа Велика Лопаткіна, Західна Ліца).

#### Командувачі Підводними силами
- Воложинський Андрій Ольгертовіч (10.02. — 07.2010) в. о.
- Мухаметшин Ігор Темірбулатовіч (07.2010 — 04.2012)
- Герой Росії Моїсеєв Олександр Олексійович (04.2012 — 04.2016)
- Гришечкін Володимир Володимирович (04.2016 — 11.2017)
- Рекіш Сергій Григорович (12.2017 — 08.2018)
- Романов Аркадій Юрійович (08.2018 — 10.2021)

| Тип                                     | Бортовий номер        | Найменування                                  | У складі флоту         | Стан                  | Примітки              |
| Атомні підводні човни                   | Атомні підводні човни | Атомні підводні човни                         | Атомні підводні човни  | Атомні підводні човни | Атомні підводні човни |
| --------------------------------------- | --------------------- | --------------------------------------------- | ---------------------- | --------------------- | --------------------- |
| атомний підводний човен проєкту 671РТМК | немає                 | Б-448 «Тамбов»                                | з 24 вересня 1992 року | в строю               |                       |
| атомний підводний човен проєкту 671РТМК | немає                 | Б-414 «Данило Московскій» «Даниил Московский» | з 30 грудня 1990 року  | в строю               |                       |
| атомний підводний човен проєкту 945А    | немає                 | Б-336 «Псков»                                 | з 14 грудня 1993 року  | в строю               |                       |
| атомний підводний човен проєкту 945А    | немає                 | Б-534 «Нижний Новгород» «Ніжній Новгород»     | з 26 грудня 1990 року  | в строю               |                       |
| атомний підводний човен проєкту 945     | немає                 | Б-276 «Кострома»                              | з 27 жовтня 1987 року  | в строю               |                       |

- 11-а дивізія підводних човнів (база — Заозерськ)

| Тип                                        | Бортовий номер        | Найменування                        | У складі флоту           | Стан                  | Примітки              |
| Атомні підводні човни                      | Атомні підводні човни | Атомні підводні човни               | Атомні підводні човни    | Атомні підводні човни | Атомні підводні човни |
| ------------------------------------------ | --------------------- | ----------------------------------- | ------------------------ | --------------------- | --------------------- |
| атомний підводний човен проєкту 671РТМК    | немає                 | Б-138 «Обнінск» «Обнинск»           | з 30 грудня 1990 року    | в ремонті             |                       |
| атомний підводний човен проєкту 671РТМК    | немає                 | Б-388 «Пєтрозаводск» «Петрозаводск» | з 30 листопада 1988 року | в строю               |                       |
| Атомні підводні човни з крилатими ракетами |                       |                                     |                          |                       |                       |
| підводний човен проєкту 949А               | немає                 | К-266 «Орьол» «Орёл»                | з 30 грудня 1992 року    | в ремонті             |                       |
| підводний човен проєкту 949А               | немає                 | К-410 «Смолєнск» «Смоленск»         | з 22 грудня 1990 року    | в строю               |                       |
| підводний човен проєкту 949А               | немає                 | К-119 «Воронєж» «Воронеж»           | з 29 грудня 1989 року    | в строю               |                       |

12-я ескадра підводних човнів (штаб — Гаджиєво)
- 18-а дивізія підводних човнів (база — губа Нерпічья)
- 24-а дивізія підводних човнів (база — губа Ягельна)
- 31-а дивізія підводних човнів (база — губа Ягельна)
- 29-я окрема бригада підводних човнів (база — губа Оленяча)

## Загиблі в мирний час
В процесі навчань ударний підводний човен «Курськ» загинув в результаті низької бойової підготовки і непрофесійних дій командування флотом та безпосередньо екіпажу. Загинули 198 моряків.

## Командувачі

### Командувачі Північної військової флотилії
- З. А. Закупне (29.05.1933 — 13.03.1935)
- К. І. Душенов (13.03.1935 — 11.05.1937)

### Командувачі Північним флотом
- Костянтин Іванович Душенов (11.05.1937 — 28.05.1938) — флагман 1-го рангу.
- Валентин Петрович Дрозд (28.05.1938 — 26.07.1940) — флагман 2-го рангу, з 1940 контр-адмірал.
- Арсеній Григорович Головко (26.07.1940 — 4.08.1946) — контр-адмірал, з 1941 віце-адмірал, з 1944 адмірал.
- Василь Іванович Платонов (4.08.1946 — 23.04.1952) — віце-адмірал, з 1951 адмірал.
- Андрій Трохимович Чабаненко (23.04.1952 — 28.02.1962) — віце-адмірал, з 1953 адмірал.
- Володимир Опанасович Касатонов (28.02.1962 — 2.06.1964) — адмірал.
- Семен Михайлович Лобов (2.06.1964 — 3.05.1972) — віце-адмірал, з 1965 адмірал, з 1970 адмірал флоту.
- Георгій Михайлович Єгоров (3.05.1972 — 1.07.1977) — адмірал, з 1973 адмірал флоту.
- Володимир Миколайович Чернавін (1.07.1977 — 16.12.1981) — віце-адмірал, з 1978 адмірал.
- Аркадій Петрович Михайловський (16.12.1981 — 25.02.1985) — адмірал.
- Іван Матвійович Капітанець (25.02.1985 — 19.03.1988) — адмірал.
- Громов Фелікс Миколайович (19.03.1988 — 14.03.1992) — віце-адмірал, з 1988 адмірал.
- Єрофєєв Олег Олександрович (14.03.1992 — 29.01.1999) — віце-адмірал, з 1992 адмірал.
- В'ячеслав Олексійович Попов (29.01.1999 — 1.12.2001) — віце-адмірал, з 1999 адмірал.
- Геннадій Олександрович Сучков (5.12.2001 — відсторонений 11.09.2003, звільнений з посади 29.05.2004) — віце-адмірал, з 2002 адмірал
- Сергій Вікторович Симоненко (т.в.о. з 11.09.2003 по 29.05.2004) — віце-адмірал
- Михайло Леопольдович Абрамов (29.05.2004 — 4.09.2005) — адмірал.
- Володимир Сергійович Висоцький (26.09.2005 — 12.09.2007) — адмірал.
- Микола Михайлович Максімов (врід з 12.09.2007, командувач з 20.11.2007 по 30.03.2011) — адмірал
- Андрій Ольгертовіч Воложинський (врід; 30.03.2011 — 24.06.2011) — контр-адмірал
- Володимир Іванович Корольов (24.06.2011 — 11.2015) адмірал.
- Микола Анатолійович Євменов — (т.в.о. з 11.2015, командувач з 06.04.2016 — 08.05.2019) — адмірал
- Олександр Олексійович Моїсеєв — (з 08.05.2019) — віце-адмірал